# Joó József
Joó József (Makó, 1891. november 23.  – Makó, 1959. július 7.) magyar országgyűlési képviselő.

## Életpályája
Szülei: Joó Sándor és Kádár Julianna voltak. Öt elemit végzett, majd két évig gazdasági iskolába járt. 1914–1918 között katonaként szolgált az első világháborúban; a szerb fronton megsérült, így 1915-ben hadirokkant lett. 1918–1934 között Makón hagymatermesztéssel foglalkozott. 1945-ben belépett a Független Kisgazdapártba. 1947-ben tagja lett a Pfeiffer Zoltán-féle Magyar Függetlenségi Pártnak. 1947 végén visszavonult a politikától, mivel mandátumát törvénytelenül megsemmisítették. Kuláklistára került, földjét elvették, meghurcolták.

## Magánélete
1918-ban Makón házasságot kötött Miklós Rozáliával (1893-?). Két gyermekük született: Irén (1920-?) és Károly (1922-?).